# 초대형쌀알조직
초대형쌀알조직(Supergranulation)은 태양 표면 위의 쌀알조직처럼 보이는 특정한 모양을 지칭한다. 1950년대 A.B.하트가 광구 위에서 약 300-500m/s 정도의 속도를 지닌 수평 흐름을 나타내는 도플러 속도를 측정하는 도중에 발견하였다.
1960년대 라이튼, 노예스와 시몬의 후속 연구는 초대형 쌀알 조직의 경우 약 24시간의 수명을 지니고 일반적으로 30000km 정도의 지름을 가진 것을 밝혀내었다. 이후 초대형 쌀알 조직은 일정 크기 이상의 대류 현상으로 생각되어 왔지만, 발생하는 원인에 대해서는 아직 정확히 밝혀지지 않았다.
태양 광구 상의 쌀알조직의 존재가 잘 알려진 현상임에 비추어 볼 때, 그 이상의 크기를 지닌 쌀알조직의 본질이나 심지어 존재에 대해서도 현재까지도 논쟁이 진행되고 있다. 이러한 논쟁 가운데서도 일부 연구자는 지름 150-2500km의 쌀알조직, 지름 5000-10000km의 중간 쌀알조직, 그리고 지름 20000km 이상의 초대형 쌀알조직이라는 세가지 분류법을 사용하고 있기도 하다. 쌀알조직은 일반적으로 대류 조직이 계층적인 구조를 지닌 증거로 생각된다. 다시 말해, 초대형 쌀알조직은 상부층이 중간 쌀알 조직으로 구성되고, 중간 쌀알조직은 또 다시 보통 크기의 쌀알조직으로 구성된다는 것이다.
태양의 물질은 쌀알조직 중심부로부터 솟아 나와 쌀알조직 사이의 검게보이는 부분을 향해 흘러 내리게 되며, 따라서 초대형 쌀알조직을 구분짓는 검은 부분은 차가운 기체가 가장 집중되는 부분이라고 할 수 있다. 이는 마치 강의 지류가 한군데로 모이는 것과 유사한 의미이다. 하지만, 초대형 쌀알조직에 관한 이러한 생각은 매우 이론적인 것이며, 이후 증거가 발견됨에 따라 틀린 것으로 결론 날 수도 있다.